# 태터툴즈
태터툴즈(Tattertools)는 블로그를 만들 수 있도록 하는 프로그램이다.

## 개요
처음에는 대한민국에서 개발되고, GPL이 적용되어 누구나 무료로 다운받고, 설치해서 사용할 수 있는 설치형 블로그 소프트웨어로 시작되었다. 기업이든 개인이든 자유롭게 다운로드하여 자신의 서버에 설치하여 쓸 수 있다. 다른 기업에서 제공하는 네이버, 다음, 블로거 등의 서비스가 이미 제공된 기능만을 쓸 수 있고, 그 포탈 사이트에 종속될 가능성이 있는 데 비해 사용자 자신이 원하는 대로 변경할 수 있는 자유도가 높은 편이다.
원래 정재훈이 개발하였으나 1.0 버전은 태터&컴퍼니라는 회사에서 개발을 진행하였다. 버전 1.1 이후의 태터툴즈는 TNF (태터앤프렌즈/태터네트워크재단)에서 개발하였다.
이후 버전을 업데이트하며, 1.1.3 버전을 배포한 뒤에 “TTXML을 통하여 데이터 상호 교류를 추구하며, 그 데이터에 대한 소유권이 원저작자에게 있고 저작자가 원할 경우 언제든지 해당 창조물의 소유권을 포기하는 서비스 및 프로그램의 총체로 정의”로 새롭게 재정의 되었다.
기존에 ‘태터툴즈’라는 이름으로 배포되었던 설치형 블로그 소프트웨어는 텍스트큐브라는 이름으로 변경되었으며, 텍스트큐브는 2007년 8월 16일에 1.5 공식판이 공개되었다.

## 역사

### 0.90 ~ 0.96 (2004년 3월~2005년 12월)
- 2004년 3월 0.90
- 2004년 3월 0.91 Dance with Firefox
- 2004년 5월 0.92 Step by Step
- 2004년 9월 0.93 Take off
- 2004년 12월 0.94 Steady Foundation
- 2005년 3월 0.95 縮地
- 2005년 8월 0.96 COUNTDOWN

최초 태터툴즈는 정재훈이 혼자 개발하여 2004년 3월 배포했다. 개인 프로젝트로 진행되던 ‘태터툴즈 프로젝트’는 0.96 버전 이후로 다수의 개발자가 공동으로 제작하기 시작했고, 1.0 Chorus의 공개가 예정보다 늦어지자 중간 버전인 0.96 버전을 공개했다. 2005년 9월에는 태터툴즈 배포와 개발을 지원하는 태터앤컴퍼니(TNC / 대표 : 노정석, 김창원)가 설립되었다.

### 1.0 ~ 1.1 (2006년 1월 ~ 2006년 12월)
2006년 1월 1.0RC(최종후보)가 공개되었고, 2006년 2월 10일 1.0 버전이 정식으로 출시되었다. 2006년 1월에 태터툴즈를 설치해서 사용하는 사용자들이 자발적으로 태터앤프렌즈(TNF)라는 단체를 조직했다. 태터앤프렌즈는 태터툴즈의 개발·보완·수정을 지원하는 단체로 태터툴즈의 개발과 새로운 기능 제안, 정보 교류 등을 담당하고 있다.
태터툴즈 1.0 버전은 기존의 버전에 덧붙이는 업데이트 형식이 아니라 TNC의 개발자들이 처음부터 새롭게 만들었다. 이런 이유로 기존 버전을 계속 사용하고 싶은 사용자를 위해서는 별도로 0.96 버전을 보완한 클래식(0.97) 버전이 동시에 공개되었다. 또 이전 버전에서 새로운 1.0 버전으로 자료를 안전하게 변환하기 위해서 마이그레이터가 1.0.2 버전과 함께 태터툴즈에 포함되었다.
2006년 3월 18일에 발표된 1.0.2 버전부터 GPL 하에 배포되고 있다. 이후 1.0.5 버전부터는 태터앤프렌즈에서 TNC가 공동으로 개발했고, 그해 11월 11일에 배포된 1.1 Friend 버전부터는 태터앤프렌즈가 독자적으로 개발을 담당하고 있다. 자발적으로 조직된 태터앤프렌즈가 태터툴즈의 개발을 진행하면서, 한국에서 성공한 오픈소스 프로젝트로 평가받고 있다.
TNC는 웹호스팅을 직접 신청해서 사용하기 어려운 초보자들을 위해서 다음과 제휴해서, 설치 없이 가입만으로 설치형에 가까운 블로그를 제공하는 태터툴즈 기반의 티스토리(Tistory)를 2006년 5월부터 베타 서비스로 오픈했다.
2006년 10월에 공동 CEO로 김창원이 합류했고, 11월에는 소프트뱅크벤처스로부터 15억의 투자 유치를 성사시켰다.

### 1.1.1 ~ 1.1.3 (2007년 1월 ~ 2007년 6월)
1.1.2.2 버전 발표 이후인 2007년 4월 14일에 열린 태터캠프에서 ‘태터툴즈의 프로젝트화,’ ‘블로그 툴 개발주체 변경,’ ‘블로그 툴로서의 태터툴즈의 후속 명칭,’ ‘TNF의 향후 방향’에 대한 논의 사항들이 발표되었으며, 이후의 태터툴즈 개발은 TNF가 주체가 되어 당시 S2라는 임시 명칭으로 불렸던 현재의 텍스트큐브로 이어지게 된다. 텍스트큐브 1.5 버전 개발 중의 변경점 중 일부를 반영한 블로그 툴로서의 태터툴즈의 마지막 버전인 1.1.3 : Transition이 2007년 6월 25일에 발표되었다. 태터툴즈 1.1.3 버전 이후로 블로그 프로그램으로서의 태터툴즈는 텍스트큐브로 명칭이 바뀌어 계속 개발 중이다.

## 특징

태터툴즈 1.1 관리자 화면 (글목록 부분)

태터툴즈는 “Brand Yourself!”라는 슬로건을 내걸고 누구나 자유롭고, 쉽고, 편리하게 블로그를 사용할 수 있도록 개발되고 있다. 블로그 사용자에게 편리함을 제공하기 위해 방명록과 RSS 리더를 기본으로 내장하고 있다. 초기 버전에서 새로운 버전을 내놓으면서 EUC-KR에서 UTF-8로 인코딩 방식 변경, 웹표준 준수 선언, GPL 라이선스 채택 등으로 변화를 거듭하며 기존의 포털 업체 등에 가입해서 사용하는 서비스형 블로그에 비해서 한발 앞서 간다는 평가를 받고 있다. 현재 태터툴즈는 설치형 블로그로서 한국에서 가장 높은 점유율을 보이고 있다.
태터툴즈는 사용자가 자유롭게 스킨을 제작해서 디자인을 변경할 수 있으며, 플러그인 개념을 도입해서 원하는 기능을 전체 소스코드를 수정 없이 사용자가 추기할 수 있도록 했다. 블로그의 핵심이 되는 소스코드까지도 사용자가 마음대로 수정해서 사용할 수 있기 때문에 개인은 물론 단체나 기업 등에서도 많이 사용되고 있다. 부천국제판타스틱영화제 공식 사이트 등이 태터툴즈를 기반으로 제작되었다.
0.9x 버전에는 비공식적으로 일본어 및 중국어 지원이 있었으나, 1.0 이후부터는 기본적으로 배포시에 한국어, 영어, 일본어, 중국어를 포함하여 다국어 버전으로 배포되고 있다. 특히 중국에는 2006년 5월 태터툴즈 차이나가 정식으로 오픈해서 중국 사용자를 위한 지원 및 정보 교류를 담당하고 있다. 태터툴즈 사용자와 태터툴즈 기반의 서비스형 블로그 티스토리 사용자들이 생성한 글은 발행 옵션을 선택하고 글을 저장할 경우 이올린(Eolin) 사이트에 등록된다.

## 블로그 콘텐츠의 소유권 논란
테터툴즈는 “창작물의 소유권을 창작자에게 돌려주자.”라는 기치를 가지고 있다. 프로젝트 테터툴즈에서는 현재 네이버, 다음 등 포털 사이트가 제공하는 서비스형 블로그에 사용자(블로거)들이 올린 글이나 사진에 대한 사용권 및 소유권을 침해할 우려가 있다고 주장하며 또한 블로그 시스템 간의 이전이 힘든 점을 지적하고 있다. 이를 위해 서로 교환할 수 있는 데이터 형식인 TTXML을 제시하고 있다.

## 티스토리
2006년 5월, 태터툴즈를 기반으로 만든 서비스형 블로그인 티스토리가 발표되었다. 티스토리는 태터앤컴퍼니와 다음이 공동으로 제작, 발표하였다. 그러나 2007년 7월, 서비스가 다음으로 모두 이관되었다.

### 태터툴즈 홈페이지
- 태터툴즈 공식 홈페이지
- (중국어) 태터툴즈 중국어 홈페이지

### 관련 서비스
- 이올린
- 티스토리
- 태터툴즈&텍스트큐브 매뉴얼

### 개발자 관련
- TNF 포럼